# Asiochirus
Asiochirus – rodzaj roztoczy z rzędu Astigmata i rodziny Listrophoridae.
Rodzaj ten został opisany w 1970 roku przez Alexa Faina. Gatunkiem typowym wyznaczono Listrophorus suncus.
U form dorosłych obu płci występuje zarówno tarczka preskapularna jak i postskapularna. Przednia krawędź tej pierwszej jest opatrzona środkowym wyrostkiem. Na grzbietowej części propodosomy obecna plamka środkowa, odpowiadająca wewnętrznej apodemie i położoną w tylnej ⅓ tarczki. Między biodrami pierwszej pary oskórek wykształcony jest służące do przyczepiania się do ciała gospodarza walwy. Natomiast oskórek między biodrami drugiej pary jest nierowkowany i tworzy słabo widoczne dodatkowe walw. Przednie odnóża u nie mają zęba grzbietwo-wierzchołkowego na udach. Tarczka hysteronotalna obecna tylko u samca, oranamentowana, zajmująca tylko tylną ⅓ wierzchu hysterosomy. Idiosoma samicy poprzecznie rowkowana. Szeroka opistosoma samca opatrzona jest parą końcowych płatków z niewykształconymi membranami, w większości przykrytych od góry tarczką hysteronotalną. U samca skleryty pregenitalne są słabo widoczne. Jego edeagus ma krótki skleryt wstawkowy i krótką apodemę grzbietową z wyrostkiem środkowo-tylnym. Samica ma opisthogaster wyposażony w łuski, spermatekę u nasady nieco wydłużoną, a ductus efferentia szeroko zakrzywione.
Wszystkie znane gatunki są pasożytami, żyjącymi w sierści ryjówkowatych i zamieszkującymi Stary Świat.
Należą tu trzy dotąd opisane gatunki:
- Asiochirus chimmarogale Fain, 1976
- Asiochirus nepalensis Fain et Bochkov, 2003
- Asiochirus soriculus Fain et Bochkov, 2003
- Asiochirus suncus (Radford, 1947)